# James P. Hogan
James P. Hogan (London, 1941. június 27. – Írország, 2010. július 12.) angol sci-fi-szerző, 1979-ig mérnökként dolgozott.

## Munkássága
Első regénye az Inherit the Stars (1977) volt. Ennek sikere után főállású író lett. Az Isaac Asimov által is dicsért műnek még négy folytatását írta meg. Ezenkívül még további 20 könyve jelent meg a Hard sci-fi műfajában. Magyarul egy novellája jelent csak meg a Galaktika 233. számában

## Külső hivatkozások
- Hivatalos oldala